# Abraham Lobos
Abraham Lobos – urugwajski piłkarz, pomocnik.
Jako piłkarz klubu Centro Atlético Lito był w kadrze reprezentacji podczas turnieju Copa América 1926, gdzie Urugwaj zdobył mistrzostwo Ameryki Południowej. Lobos nie zagrał w żadnym meczu. W latach 1929–1933 wystąpił prawdopodobnie w pięciu meczach reprezentacji, w tym dwukrotnie w meczu z Argentyną i raz z Brazylią.